# Glashaus
 (août 2021).
Glashaus est un groupe allemand de soul.

## Histoire
Après que Cassandra Steen signe avec le label de musique Booya Music, mais sa carrière ne décollant pas, Moses Pelham contacte la chanteuse grâce à une cassette démo en 1999 et organise une rencontre entre eux deux avec le producteur de musique Martin Haas. Haas travaille avec Pelham depuis 1989 et produit, entre autres, les chansons de Sabrina Setlur et Rödelheim Hartreim Projekt. Pelham et Haas enregistrent quelques chansons avec Steen en tant que chanteuse, qui sont à l'origine destinées à un album solo de Steen. Étant donné que les trois, selon leurs propres déclarations, ont développé une sorte d'« âme sœur » et que Pelham agit également en tant qu'auteur-compositeur, ils fondent Glashaus ensemble. Début 2001, le premier album du même nom que le groupe sort, le premier single, Wenn das Liebe ist, atteint la cinquième place des charts allemands. Le groupe est nommé au VIVA Comet 2001 et Echoverleihung 2002, mais est bredouille.
Le deuxième album Glashaus II (Jah Sound System) sort le 19 août 2002 et se classe dans les charts autrichiens et suisses. Lors de l'émission de sélection allemande pour le concours Eurovision de la chanson 2004, Glashaus se présente avec Sabrina Setlur et la chanteuse Franziska avec la chanson Liebe, ils sont éliminés après le premier tour. Avec l'album Drei, sorti le 9 mai 2005, le groupe atteint pour la première fois le top 5 des charts allemands, le premier single Haltet die Welt an atteint la onzième place en Allemagne.
En raison de la carrière solo de Steen, aucun nouvel album n'est enregistré ou d'autres concerts donnés. Cependant, il n'y a pas de séparation officielle du groupe. En 2008, la chanteuse Peppa devient membre du Glashaus. Avec elle, le groupe sort l'album Neu en novembre 2009, qui est commercialement derrière les trois albums précédents. Steen revient dans Glashaus fin 2016. En avril 2017, l'album Kraft, enregistré dans l'ancienne formation avec Steen, sort.

## Discographie

### Albums studio
- 2001 : Glashaus
- 2003 : Glashaus II (Jah Sound System)
- 2005 : Drei
- 2009 : Neu
- 2017 : Kraft